# キャンセル
キャンセル（英: cancellation）は、一般的にはあらかじめ当事者間で契約・約束した事柄の内、どちらか一方の都合で破棄する意味合いで用いられる。日常生活における約束の取り消しや失念、無視などについて使われるほか、法律的には解約・取消・撤回であり、主に予約等の解除を指す場合が多い。
一般的には契約・約束事に際して当事者間で破棄する場合、日時等を変更して代替可能であればそのまま日付の変更する以前の条件で契約事項が守られる場合が多いが、それが不可能の場合、何らかの制裁が破棄する側から破棄されたほうにその補償を発生させる契約もある。飲食店や宿泊施設など商業の場合は、事前の早めに連絡してくれていれば他の客を招いたり、食材の仕入れや調理を中止したりして避けえた機会損失・経済的損失を強いられるため、批判されている行為を指す。別名「予約不履行」「無断キャンセル」「ノーショー(No Show)」とも言われ、社会問題化している。
商品・サービスの提供側が泣き寝入りしたり、予約した側が前払い金の返金や利用日時の変更を受けられたりする場合もあれば、前払い金が没収されたり、本来支払うべき代金の一部または全額を請求されたりすることもある。
一方で、一部テーマパークの入場券のように、事業者側に座席や料理の機会損失が生じていないにもかかわらず、誤購入などに伴うキャンセル時の返金を拒否し、消費者側が泣き寝入りを強いられる例もある。これに対して、適格消費者団体などからの批判もある。

## 無断キャンセル問題

### 日本
日本では、飲食店予約の客側による無断キャンセルの損害が年間2000億円にのぼるとの推計もある。全国飲食業生活衛生協同組合は、無断キャンセル客に対して損害賠償を請求する指針を2018年11月1日にまとめた。策定にあたっての議論には弁護士や官庁（経済産業省と消費者庁）も参加した。 
悪質なキャンセルは偽計業務妨害で逮捕される可能性があるほか、民事でも損害賠償請求を受ける可能性がある。また、2016年には居酒屋をキャンセルした大学サークルが、店側のSNSで晒されるという制裁を受けた例がある。

### 韓国
韓国でも社会問題になっていて、2018年に韓国の公正取引委員会は予約をしながら来なかった場合、あるいは予約の時間まで1時間を切ってから突然キャンセルした客に違約金を支払わせる方針を決定した。『朝鮮日報』は保証金や前金が必須になるだろうと予想している。病院に来ない外来予約患者が予約者の13％を占めている。韓国では飲食店、病院、美容室、劇場、高速バスの「5大サービス業種」の無断キャンセルによる売り上げ損失は2016年の一年間で4兆5000億ウォン（約4500億円）に達し、平昌オリンピック期間韓国中にも多くの被害が発生した。100人分以上の予約をして店に来なかったグループが韓国の公務員に多く、オリンピックのために来た外国人による無断キャンセルはほとんど無かった。予約ごとに口座振替で事前に1席1万ウォン（約1000円）の「ノーショー防止保証金」を取って会場に来た客には当日返金する仕組みや予約アプリにて予約時にメニューの選択と支払いまでアプリで済ませるシステムを導入することで予約不履行の割合を予約者の1％未満に削減できている。『朝鮮日報』は「ノー・ショー根絶キャンペーン」を行った後、予約を無断でキャンセルした客には高額の違約金請求することは今後他の業種にも広げていくべきだと指摘している。さらに国民の間で「予約の無断キャンセルは恥ずかしいこと」という自覚を高めていくことだが必要だと社説で述べている。

## キャンセル代替制度
- 交通機関では、地震や台風や雪などの自然災害による運行中止、自社の輸送障害といった交通機関側の事情による運休では、代替が可能である場合には、無償で代替交通機関を提供する（「振替輸送」「運転整理」参照）。利用者が病気や仕事など、自己都合により利用しない場合には、交通機関側に支払った運賃・料金の一部を、交通機関側が定めた手数料額を徴収して返金する。
- 日本のJRグループ旅客各社では、購入した切符は同じ種類であれば、一回に限り、手数料なしで別の列車等に変更できる。二回目以降は払い戻しと買い直しの手続きが必要となる[10]。
- 日本プロ野球では、試合不成立の場合、振替試合への入場を可能とする。

## アクションゲーム用語でのキャンセル
アクションゲームにて、操作キャラクターの（隙になって不利になる）不要なモーションを、特定のコマンド操作によって中断させ、有用な別のモーションに切り替えてコンボを継続したり、逆に意図的にコンボを終了させて（必要としない）次のモーションをカットさせたりすることをいう。